# Bothromus cruralis
Bothromus cruralis är en stekelart som beskrevs av Henry Keith Townes, Jr. 1959. Bothromus cruralis ingår i släktet Bothromus och familjen brokparasitsteklar. Inga underarter finns listade.